# Ажово (Курська область)
Ажово (рос. Ажово) — село в Желєзногорському районі Курської області Російської Федерації.
Населення становить 76 осіб. Входить до складу муніципального утворення Разветьєвська сільрада.

## Історія
Населений пункт розташований на території українського етнічного та культурного краю Східна Слобожанщина.
Від 2004 року входить до складу муніципального утворення Разветьєвська сільрада.

## Населення
| 1853 | 1866 | 1877 | 1926 | 1979 | 2002 | 2010 |
| ---- | ---- | ---- | ---- | ---- | ---- | ---- |
| 640  | ↘558 | ↘467 | ↘319 | ↗365 | ↘110 | ↘76  |